# Paramicrodon dicipiens
Paramicrodon dicipiens är en tvåvingeart som beskrevs av Meijere 1917. Paramicrodon dicipiens ingår i släktet Paramicrodon och familjen blomflugor. Inga underarter finns listade i Catalogue of Life.